# Clara Moto
Clara Moto, pseudonyme de Clara Prettenhofer, est une compositrice, DJ et musicienne autrichienne de musique électronique.

## Biographie
En 2007, elle est repérée par Agoria au festival de Montreux où elle joue en première partie de Cobblestone Jazz.

## Discographie

### Maxis
| Année | Maxi                             | Label           | Critique         |
| ----- | -------------------------------- | --------------- | ---------------- |
| 2007  | Glove Affair                     | Infiné          |                  |
| 2008  | Violets EP                       | Persona Records |                  |
| 2008  | Silently                         | Infiné          | Resident Advisor |
| 2009  | Persephony EP                    | Mina Records    |                  |
| 2009  | Silently Remixes                 | Infiné          |                  |
| 2010  | Deer & Fox (Remixes) (avec Mimu) | Infiné          |                  |